# 2010–2011-es moldáv labdarúgó-bajnokság (első osztály)
A 2010–2011-es Divizia Națională a moldáv labdarúgó-bajnokság legmagasabb szintű versenyének 20. alkalommal megrendezett bajnoki éve volt. A pontvadászat 16 csapat részvételével 2010. július 24-én kezdődött és 2011. május 22-én ért véget.
A bajnokságot fennállása során első alkalommal a Dacia Chișinău nyerte, és megszakította a végül bajnoki ezüstérmesként záró Sheriff Tiraspol egyeduralmát, amely sorozatban 10 bajnoki címet követően szorult a dobogó második fokára. A bronzérmet a Milsami Orhei együttese szerezte meg. Az élvonaltól a Dinamo Bender, és az élvonalbeli licenctől megfosztott CF Găgăuzia búcsúzott.
A gólkirályi címet a bronzérmes Milsami Orhei csatára, Gheorghe Boghiu szerezte meg 26 góllal, míg az Év Játékosá-nak járó díjat a bajnokcsapat grúz játékosa, Levan Korgalidze vehette át.

## A bajnokság rendszere
A pontvadászat őszi-tavaszi lebonyolításban 14 csapat részvételével zajlott, és két fő körből állt. Az első körben minden csapat minden csapattal oda-visszavágós, körmérkőzéses rendszerben játszott egymással, egyszer pályaválasztóként, egyszer pedig vendégként. A 26. forduló utáni bajnoki sorrendnek megfelelően újabb körmérkőzéseket írtak ki, majd az új sorsolás szerint minden csapat minden csapattal még egyszer – pályaválasztóként vagy vendégként – mérkőzött meg.
A pontvadászat végső sorrendjét a 39 bajnoki forduló mérkőzéseinek eredményei határozták meg a szerzett összpontszám alapján kialakított rangsor szerint. A mérkőzések győztes csapatai 3 pontot, döntetlen esetén mindkét csapat 1-1 pontot kapott. Vereség esetén nem járt pont. A bajnokság első helyezett csapata a legtöbb összpontszámot szerzett egyesület, míg az utolsó helyezett csapat a legkevesebb összpontszámot szerzett egyesület volt.
Azonos összpontszám esetén a bajnoki sorrendet az alábbi szempontok alapján határozták meg:
1. az egymás ellen játszott bajnoki mérkőzések pontkülönbsége
2. az egymás ellen játszott bajnoki mérkőzések gólkülönbsége
3. az egymás ellen játszott bajnoki mérkőzéseken szerzett gólok száma
4. az egymás ellen játszott bajnoki mérkőzéseken „idegenben” szerzett gólok száma
5. a bajnoki mérkőzések gólkülönbsége
6. a bajnoki mérkőzéseken szerzett gólok száma
7. a bajnokságban elért győzelmek száma
8. sportszerűségi ranglista

A bajnokság győztese lett a 2010–11-es moldáv bajnok, míg az utolsó helyezett csapat kiesett a másodosztályba. Mivel a CF Găgăuzia nem kapott élvonalbeli licencet, a másodosztályba sorolták.

## Változások a 2009–2010-es szezonhoz képest
Az élvonal létszámát 12-ről 14-re emelték fel, így kieső nem volt.
Feljutott a másodosztályból
- FC Costuleni, a másodosztály bajnoka
- CF Găgăuzia, a másodosztály ezüstérmese

## Részt vevő csapatok
| Csapat              | Székhely   | Stadion               | 2009–10     |
| ------------------- | ---------- | --------------------- | ----------- |
| Academia UTM        | Chișinău   | Dinamo Stadion        | 7.          |
| CSCA-Rapid Chișinău | Ghidighici | Ghidighici Stadion    | 6.          |
| FC Costuleni        | Costuleni  | Orhei Stadion         | 1. (II. o.) |
| Dacia Chișinău      | Chișinău   | Dinamo Stadion        | 5.          |
| Dinamo Bender       | Bender     | Selkovic Stadion      | 10.         |
| Iskra-Stal Rîbnița  | Rîbnița    | Orășenesc Stadion     | 2.          |
| CF Găgăuzia         | Comrat     | Suruceni stadion      | 2. (II. o.) |
| Nistru Otaci        | Otaci      | Călărășăuca Stadion   | 12.         |
| Olimpia Bălți       | Bălți      | Olimpia Bălți Stadion | 3.          |
| Sfîntul Gheorghe    | Suruceni   | Suruceni stadion      | 11.         |
| Sheriff Tiraspol    | Tiraspol   | Sheriff Stadion       | 1.          |
| FC Tiraspol         | Tiraspol   | Sheriff Stadion       | 9.          |
| Milsami Orhei       | Orhei      | Orhei stadion         | 8.          |
| Zimbru Chișinău     | Chișinău   | Zimbru Stadion        | 4.          |

## Végeredmény
| #   | Csapat                   | M  | GY | D  | V  | G+ – G– | GK  | P                                                       | Megjegyzések                                   | Egymás elleni |
| --- | ------------------------ | -- | -- | -- | -- | ------- | --- | ------------------------------------------------------- | ---------------------------------------------- | ------------- |
| 1.  | Dacia Chișinău (B)       | 39 | 27 | 11 | 1  | 66–16   | +50 | 92                                                      | 2011–2012-es Bajnokok Ligája – 2. selejtezőkör |               |
| 2.  | Sheriff TiraspolCV, K    | 39 | 24 | 11 | 4  | 81–16   | +65 | 83                                                      | 2011–2012-es Európa-liga – 2. selejtezőkör     |               |
| 3.  | Milsami Orhei            | 39 | 23 | 9  | 7  | 71–23   | +48 | 78                                                      | 2011–2012-es Európa-liga – 1. selejtezőkör     |               |
| 4.  | Zimbru Chișinău          | 39 | 22 | 10 | 7  | 56–20   | +36 | 76 \| rowspan="1" style="background-color: #fafafa;" \| |                                                |               |
| 5.  | Iskra-Stal Rîbnița (KGY) | 39 | 21 | 11 | 7  | 62–26   | +36 | 74                                                      | 2011–2012-es Európa-liga – 2. selejtezőkör1    | ISK–OLI 0:0   |
| 6.  | Olimpia Bălți            | 39 | 21 | 11 | 7  | 59–31   | +28 | 74 \| rowspan="7" style="background-color: #fafafa;" \| | OLI–ISK 0:1; OLI–ISK 2:1                       |               |
| 7.  | FC Tiraspol              | 39 | 17 | 6  | 16 | 57–45   | +12 | 57 \|rowspan="4" style="background-color: #fafafa;"\|   |                                                |               |
| 8.  | CSCA-Rapid Chișinău      | 39 | 15 | 10 | 14 | 39–37   | +2  | 55                                                      |                                                |               |
| 9.  | Academia UTM             | 39 | 14 | 10 | 15 | 44–37   | +7  | 52                                                      |                                                |               |
| 10. | FC CostuleniÚ            | 39 | 7  | 6  | 26 | 23–68   | −45 | 27                                                      |                                                |               |
| 11. | Nistru Otaci             | 39 | 7  | 4  | 28 | 33–75   | −42 | 25                                                      | NIS–SFÎ 1:0                                    |               |
| 12. | Sfîntul Gheorghe         | 39 | 6  | 7  | 26 | 30–83   | −53 | 25                                                      | SFÎ–NIS 2:1; SFÎ–NIS 1:1                       |               |
| 13. | CF GăgăuziaÚ (K)         | 39 | 7  | 2  | 30 | 38–89   | −51 | 23                                                      | Divizia „A”2                                   |               |
| 14. | Dinamo Bender (K)        | 39 | 6  | 4  | 29 | 25–118  | −93 | 22                                                      | Divizia „A”                                    |               |

Forrás: Moldáv Labdarúgó-szövetség (románul) 
A rangsorolás alapszabályai: 1. pontszám, 2. az egymás elleni mérkőzések pontkülönbsége, 3. az egymás elleni mérkőzések gólkülönbsége, 4. az egymás elleni mérkőzéseken szerzett gólok száma; 5. az egymás elleni mérkőzéseken „idegenben” szerzett gólok száma, 6. gólkülönbsége, 7. szerzett gólok száma, 8. moldáv sportszerűségi ranglista.
1Az Iskra-Stal Rîbnița nyerte a 2010–2011-es moldáv kupát, így a 2011–2012-es Európa-liga 2. selejtezőkörében indult.
2A CF Găgăuzia nem kapott élvonalbeli licencet, így a másodosztályba sorolták.
(B): Bajnokcsapat, (K): Kieső csapat, (F): Feljutó csapat, (I): Kupainduló, (R): A rájátszás győztese, (KGY): Kupagyőztes

## Eredmények

### 1–26. forduló eredményei
| Hazai \ Vendég1     | ACA | COS | CSC | DAC | DIN | GAG | ISK | MIL | NIS | OLI | SFÎ | SHE | TIR | ZIM |
| Academia UTM        |     | 0–1 | 0–0 | 0–0 | 1–1 | 3–0 | 0–0 | 1–0 | 1–0 | 0–1 | 2–0 | 1–0 | 3–0 | 0–1 |
| FC Costuleni        | 1–5 |     | 1–2 | 1–2 | 0–0 | 2–1 | 1–3 | 0–7 | 2–1 | 0–1 | 0–3 | 0–0 | 1–2 | 0–2 |
| CSCA-Rapid Chișinău | 2–0 | 1–0 |     | 0–2 | 2–0 | 2–1 | 0–0 | 0–1 | 1–0 | 1–1 | 2–0 | 1–1 | 2–0 | 0–0 |
| Dacia Chișinău      | 3–1 | 3–1 | 1–0 |     | 5–0 | 1–0 | 0–0 | 0–0 | 1–1 | 3–1 | 7–0 | 0–0 | 2–0 | 1–1 |
| Dinamo Bender       | 1–5 | 1–0 | 0–1 | 0–2 |     | 0–4 | 0–1 | 0–3 | 3–2 | 0–8 | 0–2 | 0–7 | 0–3 | 1–0 |
| CF Găgăuzia         | 0–3 | 0–3 | 1–2 | 1–4 | 5–4 |     | 0–4 | 0–2 | 5–1 | 1–2 | 2–1 | 0–4 | 1–3 | 0–0 |
| Iskra-Stal Rîbnița  | 0–0 | 5–0 | 1–0 | 1–2 | 4–0 | 1–0 |     | 0–1 | 1–1 | 0–0 | 4–0 | 0–1 | 4–2 | 2–1 |
| Milsami Orhei       | 1–1 | 2–0 | 3–0 | 1–2 | 1–1 | 2–1 | 0–0 |     | 5–0 | 0–0 | 2–1 | 0–1 | 5–1 | 1–0 |
| Nistru Otaci        | 0–1 | 1–0 | 0–4 | 1–1 | 0–2 | 3–0 | 0–1 | 0–1 |     | 0–2 | 1–0 | 0–3 | 4–2 | 1–5 |
| Olimpia Bălți       | 3–2 | 4–1 | 3–0 | 1–2 | 1–0 | 1–0 | 0–1 | 0–0 | 1–0 |     | 4–1 | 0–0 | 0–4 | 1–1 |
| Sfîntul Gheorghe    | 1–1 | 1–2 | 0–0 | 0–2 | 1–2 | 2–2 | 2–2 | 0–4 | 2–1 | 0–2 |     | 1–1 | 0–2 | 0–3 |
| Sheriff Tiraspol    | 1–1 | 1–1 | 4–0 | 3–0 | 2–0 | 3–0 | 1–0 | 2–0 | 1–0 | 1–1 | 4–0 |     | 3–0 | 1–0 |
| FC Tiraspol         | 2–1 | 3–0 | 1–0 | 0–0 | 4–1 | 5–0 | 0–0 | 1–2 | 4–0 | 1–3 | 1–0 | 0–3 |     | 0–2 |
| Zimbru Chișinău     | 1–0 | 1–0 | 0–0 | 0–1 | 6–1 | 1–0 | 0–1 | 0–0 | 2–0 | 0–0 | 2–1 | 1–1 | 1–0 |     |

Forrás: Moldáv Labdarúgó-szövetség (románul) 
1A hazai csapatok a bal oldali oszlopban szerepelnek.
Színek: Zöld = hazai győzelem; Sárga = döntetlen; Piros = vendéggyőzelem.
 

### 27–39. forduló eredményei
| Hazai \ Vendég1     | ACA | COS | CSC | DAC | DIN | GAG | ISK | MIL | NIS | OLI | SFÎ | SHE | TIR | ZIM |
| Academia UTM        |     | 1–0 |     |     |     | 1–0 |     |     |     | 0–2 |     | 1–0 | 1–1 | 0–2 |
| FC Costuleni        |     |     | 0–0 | 0–1 |     |     | 0–1 | 0–3 | 2–0 |     |     |     | 0–0 |     |
| CSCA-Rapid Chișinău | 4–2 |     |     | 0–0 | 2–0 |     | 1–2 | 0–1 | 3–2 |     | 1–3 |     |     |     |
| Dacia Chișinău      | 2–0 |     |     |     | 3–1 |     |     |     | 2–0 | 2–0 | 3–0 | 1–1 |     | 1–0 |
| Dinamo Bender       | 1–1 | 0–1 |     |     |     | 1–0 |     |     |     | 0–2 |     | 0–7 |     | 1–6 |
| CF Găgăuzia         |     | 2–1 | 1–3 | 0–2 |     |     | 0–3 | 0–3 |     |     |     |     | 1–2 |     |
| Iskra-Stal Rîbnița  | 3–2 |     |     | 0–1 | 6–1 |     |     | 2–2 | 2–1 |     | 3–1 |     |     | 0–0 |
| Milsami Orhei       | 1–0 |     |     | 0–0 | 7–2 |     |     |     | 1–2 | 2–1 | 4–0 |     |     | 1–2 |
| Nistru Otaci        | 1–0 |     |     |     | 4–0 | 1–2 |     |     |     | 0–3 |     | 1–3 |     | 2–4 |
| Olimpia Bălți       |     | 0–0 | 2–1 |     |     | 4–2 | 2–1 |     |     |     | 1–1 | 1–0 | 0–3 |     |
| Sfîntul Gheorghe    | 0–2 | 2–0 |     |     | 2–0 | 1–3 |     |     | 1–1 |     |     |     | 0–1 |     |
| Sheriff Tiraspol    |     | 4–0 | 2–1 |     |     | 5–1 | 2–1 | 2–1 |     |     | 6–0 |     | 0–0 |     |
| FC Tiraspol         |     |     | 0–0 | 0–1 | 7–0 |     | 1–2 | 0–1 | 1–0 |     |     |     |     |     |
| Zimbru Chișinău     |     | 2–1 | 1–0 |     |     | 3–1 |     |     |     | 0–0 | 3–0 | 1–0 | 1–0 |     |

Forrás: Moldáv Labdarúgó-szövetség (románul) 
1A hazai csapatok a bal oldali oszlopban szerepelnek.
Színek: Zöld = hazai győzelem; Sárga = döntetlen; Piros = vendéggyőzelem.
 

## A góllövőlista élmezőnye
Forrás: divizianationala.com (románul).
26 gólos
- Gheorghe Boghiu (Milsami Orhei)

22 gólos
- Ghenadie Orbu (Dacia Chișinău)

19 gólos
- Mihail Cojusea (CF Găgăuzia)

16 gólos
- Alexandru Popovici (Iskra-Stal Rîbnița)

13 gólos
- Amath Diedhiou (Sheriff Tiraspol)
- Levan Korgalidze (Dacia Chișinău)

12 gólos
- Radu Ginsari (Academia UTM)
- Volodimir Kilikevics (Iskra-Stal Rîbnița)

10 gólos
- Edgars Gauračs (Sheriff Tiraspol)

9 gólos
- Oleg Andronic (Zimbru Chișinău)
- Sergiu Gheorghiev (Sheriff Tiraspol)
- Danyiil Nyikolajev (Academia UTM)
- Gheorghe Ovseannicov (Olimpia Bălți)
- Olekszandr Szucsu (Iskra-Stal Rîbnița)

## Nemzetközikupa-szereplés

### Eredmények
| Csapat             | Kupa            | Forduló         | Ellenfél         | 1. mérk. | 2. mérk. | Össz. |
| ------------------ | --------------- | --------------- | ---------------- | -------- | -------- | ----- |
| Sheriff Tiraspol   | Bajnokok Ligája | 2. selejtezőkör | Dinamo Tirana    | 3–1      | 0–1      | 3–2   |
| Sheriff Tiraspol   | Bajnokok Ligája | 3. selejtezőkör | Dinamo Zagreb    | 1–1      | 1–1      | 2–2   |
| Sheriff Tiraspol   | Bajnokok Ligája | Rájátszás       | FC Basel         | 0–1      | 0–3      | 0–4   |
| Sheriff Tiraspol   | Európa-liga     | Csoportkör      | AZ               | 1–2      | 1–2      | 1–2   |
| Sheriff Tiraspol   | Európa-liga     | Csoportkör      | Dinamo Kijiv     | 2–0      | 2–0      | 2–0   |
| Sheriff Tiraspol   | Európa-liga     | Csoportkör      | BATE Bariszav    | 0–1      | 0–1      | 0–1   |
| Sheriff Tiraspol   | Európa-liga     | Csoportkör      | BATE Bariszav    | 1–3      | 1–3      | 1–3   |
| Sheriff Tiraspol   | Európa-liga     | Csoportkör      | AZ               | 1–1      | 1–1      | 1–1   |
| Sheriff Tiraspol   | Európa-liga     | Csoportkör      | Dinamo Kijiv     | 0–0      | 0–0      | 0–0   |
| Iskra-Stal Rîbnița | Európa-liga     | 2. selejtezőkör | Elfsborg         | 1–2      | 0–1      | 1–3   |
| Dacia Chișinău     | Európa-liga     | 1. selejtezőkör | Zeta             | 1–1      | 0–0      | 1–1   |
| Dacia Chișinău     | Európa-liga     | 2. selejtezőkör | Kalmar FF        | 0–0      | 0–2      | 0–2   |
| Olimpia Bălți      | Európa-liga     | 1. selejtezőkör | Xəzər Lənkəran   | 0–0      | 1–1      | 1–1   |
| Olimpia Bălți      | Európa-liga     | 2. selejtezőkör | Steaua București | 0–2      | 1–5      | 1–7   |

Megjegyzés: Az eredmények minden esetben a moldáv labdarúgócsapatok szemszögéből értendőek, a dőlttel írt mérkőzéseket pályaválasztóként játszották.

### UEFA-együttható
A nemzeti labdarúgó-bajnokságok UEFA-együtthatóját a moldáv csapatok Bajnokok Ligája-, és Európa-liga-eredményeiből számítják ki. Moldova a 2010–11-es bajnoki évben 2,125 pontot szerzett, ezzel a 30. helyen zárt.
| Csapat             | SGY | SD | SV | GY | D | V | Bónusz | Pont  | Átlag |
| ------------------ | --- | -- | -- | -- | - | - | ------ | ----- | ----- |
| Sheriff Tiraspol   | 1   | 2  | 3  | 1  | 2 | 3 | 0,000  | 6,000 |       |
| Iskra-Stal Rîbnița | 0   | 0  | 2  | 0  | 0 | 0 | 0,000  | 0,000 |       |
| Dacia Chișinău     | 0   | 3  | 1  | 0  | 0 | 0 | 0,000  | 1,500 |       |
| Olimpia Bălți      | 0   | 2  | 2  | 0  | 0 | 0 | 0,000  | 1,000 |       |
| Összesen           | 1   | 7  | 8  | 1  | 2 | 3 | 0,000  | 8,500 | 2,125 |

## Külső hivatkozások
- Hivatalos oldal (románul)
- Divizia Națională (románul)
- Eredmények és tabella az rsssf.com-on (angolul)
- Eredmények és tabella a Soccerwayen (angolul)